# Узбеккосмос
Агентство «Узбекко́смос» (узб. «O‘zbekkosmos» agentligi), или Агентство космических исследований и технологий при Министерстве цифровых технологий Республики Узбекистан (узб. O‘zbekiston Respublikasi Raqamli texnologiyalar vazirligi huzuridagi Kosmik tadqiqotlar va texnologiyalar agentligi) — государственная организация Узбекистана, отвечающая за развитие космонавтики страны. Создано 30 августа 2019 года.
На 2021 год Агентство занималось разработкой нормативной базы космической деятельности, включая законы «О космической деятельности» и «О навигации», и организацией космического мониторинга для различных областей народного хозяйства.
Агентство сотрудничает с 30 с лишним космическими агентствами и компаниями. В 2022 году Агентством создан Центр космического мониторинга и геоинформационных технологий.
Агентство ведёт переговоры с британской компанией OneWeb об обеспечении Узбекистана высокоскоростным интернетом через её спутники. 16 мая 2022 года Агентство подписало с OneWeb Меморандум о взаимопонимании и сотрудничестве.

## Предшественники
Ранее (в 1990-е и 2000-е) в Республике Узбекистан существовало государственное космическое агентство с аналогичным названием.